# Marga Sanz
Rosario Margarita Sanz Alonso (Valencia, 1951) fue licenciada en Ciencias Económicas por la Universidad de Valencia, profesora en el Instituto de Tabernes Blanques (Valencia) y catedrática de Instituto de Administración de Empresas.
Ha sido miembro del Comité Federal y de la Comisión Ejecutiva del Partido Comunista de España. Ha sido también coordinadora de Esquerra Unida del País Valencià y miembro del Consejo Político Federal y de la Presidencia Ejecutiva Federal de Izquierda Unida.
Actualmente es directora de 'Nuestra Bandera', la principal revista teórica y de debate del PCE.

## Trayectoria política inicial
Durante los años setenta, bajo la dictadura franquista, se incorporó a la organización de estudiantes del Partido Comunista de España (PCE) en la Universidad de Valencia, y posteriormente formó parte de la Oposición de Izquierdas del PCE, que se transformó en Partido Comunista de los Trabajadores (PCT), una de las formaciones que darían lugar al Partido Comunista de los Pueblos de España (PCPE) en 1984, partido prosoviético, de cuyo Comité Central fue miembro y candidata a las elecciones generales y europeas. También fue cabeza de cartel en las Elecciones a las Cortes Valencianas de 1991 en la circunscripción de Castellón por Plataforma d'Esquerres, una coalición formada por PCPE y el PCE m-l.
Aparte de su militancia comunista, Marga Sanz desarrolló su actividad pública principalmente como sindicalista. Afiliada a la Federación de Enseñanza de Comisiones Obreras del País Valenciano desde 1979, ha sido miembro de la Junta de Personal de la Enseñanza Pública No Universitaria de las comarcas de Valencia y miembro de la Comisión Ejecutiva Confederal de CCOO-PV entre 1996 y el 2004, así como miembro del Patronato de la Fundación Pau i Solidaritat de CCOO-PV.
En el año 2001 reingresó en el PCE. A finales de 2002 fue elegida coordinadora de la Agrupación del Marítimo de la ciudad de Valencia, y como tal se incorporó al Comité Local del PCPV de Valencia, del que formó parte hasta su elección como secretaria general.

## Secretaria General del PCPV (2005-2010)
Marga Sanz fue elegida secretaria general del PCPV en el X Congreso realizado los días 14 y 15 de mayo de 2005, sustituyendo a Alfred Botella.
El 6 de octubre de 2007 se postuló como candidata alternativa de IU a la Presidencia de Gobierno en las elecciones generales de 2008, frente a Gaspar Llamazares, y con el aval de más del 25% de los miembros de su Consejo Político Federal y el apoyo del PCE y de la corriente Espacio Alternativo, entre otros. La votación entre los militantes se realizó por correo y el escrutinio tuvo lugar el 14 de noviembre, resultando derrotada (Llamazares obtuvo un 63% de los votos, frente al 37% de Sanz).

## Coordinadora General de EUPV (2009-2015)
El 8 de marzo de 2009 fue elegida coordinadora general de EUPV, con un apoyo del 90% de los votos del Consejo Nacional elegido en la X Asamblea de EUPV, sucediendo así a la anterior coordinadora general Glòria Marcos, la cual anunció que le cedería su escaño en las Cortes Valencianas en septiembre. En 2009 ocupó, finalmente, un escaño en las Cortes Valencianas, al sustituir a Glòria Marcos. En 2010 dejó la Secretaría General del PCPV siendo sustituida por Alfredo Albornós.
En noviembre de ese mismo año fue elegida para encabezar la lista de EUPV por la provincia de Valencia a las elecciones a las Cortes Valencianas de 2011 como candidata a la Presidencia de la Generalidad. La candidatura liderada por Sanz fue la cuarta por número de votos tanto en Valencia como en el conjunto de la Comunidad Valenciana, obteniendo Sanz un acta de diputada. Dejó de ser diputada y coordinadora de EUPV en 2015.